# بابونه اروپایی
بابونه اروپایی (نام علمی: Matricaria) نام یک سرده از تیرهٔ کاسنیان است. این جنس یا سرده در ایران ۲ گونه گیاه علفی یک ساله دارد.